# Aconitum plicatum
Aconitum plicatum — вид квіткових рослин родини жовтецевих (Ranunculaceae). Ареал: Чехія, Словаччина, Німеччина, Польща.

## Екологія
Росте в субальпійських заплавах, на вирубках, на узліссях гірських лісів і навколо водотоків, на вологих ґрунтах, переважно на силікатних субстратах, у смузі від гір до субальпійського рівня.

## Морфологічна характеристика
Багаторічна кореневищна трав'яниста рослина 30–150 см заввишки. Стебло пряме, з пурпуровим відтінком, знизу голе, у суцвітті запушене. Листки черешкові, блискучі, округлі в обрисі, частки сегментів вузькопрямокутні, 3–5 мм ушир, звужені в короткий кінчик. Квіткова китиця вузька, квітки 2–3 см завдовжки, синьо-фіолетові, шолом низький, напівкулястий. Плід — 2–3 плодолисткова листянка.

## Отруйність
Рослина отруйна.